# Saison 2014 des Raiders d'Oakland
 (novembre 2014).
La saison 2014 des Raiders d'Oakland est la 55e saison de la franchise depuis sa création et sa 45e saison en National Football League. C'est également la 3e saison sous les ordres de l'entraîneur général (head coach) Dennis Allen.

## Saison précédente
À la suite d'une saison 2013 décevante aboutissant à un ratio de victoire de .250 (12 défaites pour seulement 4 victoires) pour la deuxième saison consécutive. Ils finissent 4e et dernier de leur division et contrairement aux trois autres équipes de la Division Ouest de la Conférence Américaine (AFC), les Raiders ne se qualifient pas pour les Playoffs à la fin de la saison 2013. La dernière saison lors de laquelle la franchise a connu plus de victoires que de défaites et où ils ont participé à une série éliminatoire remonte à 2002, année de leur défaite au Super Bowl contre les Buccaneers de Tampa Bay.

## Draft 2014 desRaiders
| Tour | Choix | Position | Joueur | Pos | Université |
| ---- | ----- | -------- | ------ | --- | ---------- |
| 1    | 5     | 5        |        |     |            |
| 2    | 4     | 36       |        |     |            |
| 3    | 3     | 67       |        |     |            |
| 4    | 7     | 103      |        |     |            |
| 6    | 5     | 165      |        |     |            |
| 7    | 4     | 196      |        |     |            |
| 7    | 20    | 212      |        |     |            |

Notes
- Les Raiders ont échangé leur choix du 5e tour aux Seahawks de Seattle contre le quarterback Matt Flynn.
- Les Raiders ont acquis un choix conditionnel du 7e (20e choix) tour en contrepartie du quarterback Carson Palmer qui a été échangé aux Cardinals de l'Arizona. La sélection leur était accordé à condition que Palmer commence au moins 13 matches pour les Cardinals lors de la saison 2013, ce qui fut le cas car il débuta les 16 rencontres que compte la saison régulière.
- Les choix compensatoires n'ont pas encore été attribués.